# 運転資金
運転資金は、経営を行うにあたって必要な資金のことで、文脈によりその定義が異なるが、一般的に、最低必要資金 (英: required minimum cash)、必要資金 (英: required cash)、または運転資本 (WC: 英: Working Capital) のいずれかを意味する。運転資本 (WC) を意味する場合は、回転資金とも言う。

## 最低必要資金としての解釈
事業運営上、手許で持っていなければならないお金で、運転資本の一部を構成するもの。 日次・月次の支払が余裕をもって行えるよう備えておく資金。

## 必要資金としての解釈
今後企業に必要な資金。何のために必要かという観点で、算定方法が変わる。

## 運転資本 (WC) としての解釈
事業活動を実施していくために一時的に必要となる資金。

### 算定式
以下の算定式における「運転資金」は、基本的に運転資本 (WC) と同義である。

#### 経常運転資金 (正味営業運転資金)
- 経常運転資金（正味営業運転資金）= 売上債権（売掛金 + 受取手形）+ 棚卸資産 - 買入債務（買掛金 + 支払手形）

B/S上の残高で計算する。B/Sはあくまで一時点での残高のため、恣意的または一時的に残高が増減するため平均月商で計算する方法がある。

#### 在高方式による運転資金所要額の計算
- 運転資金所要額 = 売上債権 + 棚卸資産 - 買入債務
- 売上債権：受取手形残高 = 平均月商 × 売上原価率 × 手形回収率 × 受取手形サイト
- 売掛金 = 平均月商 × 平均売掛サイト
- 棚卸資産：商品残高 = 平均月商 × 売上原価率 × 商品在庫期間
- 買入債務：
  - 支払手形残高 = 平均月商 × 売上原価率 × 手形支払率 × 手形支払サイト
  - 買掛金残高 = 平均月商 × 売上原価率 × 平均買掛サイト

平均滞留期間（平均サイト）
25日締月末払
最長の滞留期間が26日、26日から翌月末前日までの24日間
最短の滞留期間が25日、25日から今月末前日までの5日間
24日間 + 5日間 ÷ 2 = 19.5日間

#### 回転期間方式
- 正常運転資金所要額 = 平均月商 ×（売上債権回転期間 + 棚卸資産回転期間 - 買入債務回転期間）
- 収支ズレ（収支差立替期間）=（売上債権回転期間 + 棚卸資産回転期間 - 買入債務回転期間）

- 売掛債権 + 棚卸資産 ＜ 買入債務 ... 現金商売等の運転資金不要先が多い。なぜなら現金商売では仕入は買掛で行い、売上は現金のため。
- 売掛債権 + 棚卸資産 ＞ 買入債務 ... 自己資本や借入以外の負債で賄っている場合は不要。

#### 増加運転資金
- 増加運転資金所要額 = 月商増加分 ×（売上債権回転期間 + 棚卸資産回転期間 - 買入債務回転期間）
- 不足運転資金所要額 = 平均月商 ×（売上債権回転期間延長分 + 棚卸資産回転期間延長分 - 買入債務回転期間延長分）

#### 正味運転資本の定義
- 正味運転資本 = 流動資産 - 流動負債

流動負債 ＞ 流動資産のとき、流動アンバラという。